# Windows XP Media Center Edition
Windows XP Media Center Edition, abbreviato MCE (nome in codice Freestyle), è un'edizione del sistema operativo Windows XP ottimizzata per l'intrattenimento domestico.

## Descrizione
Sua caratteristica principale è l'applicazione Windows Media Center, la quale permette la fruizione di contenuti multimediali locali e su Internet (musica, televisione, DVD, radio) attraverso un telecomando e un'interfaccia 10-foot, pensata per l'utilizzo del monitor come televisore.
Media Center permette di vedere la TV o sentire la radio (solo se nel pc è installata una scheda tv/radio), di registrare i programmi TV, di masterizzare CD e DVD con la musica o i video in riproduzione, di vedere presentazioni di immagini e persino chattare su MSN Messenger con il telecomando o di accedere a contenuti a richiesta come: Rosso Alice, Radio RTL 102.5, La Gazzetta Dello Sport, Corriere Della Sera, Bow.it ed altri servizi di questo tipo (on demand). Si può usufruire di tutti questi servizi comodamente nel salotto, persino fare shopping, con un solo telecomando.
Sono inoltre disponibili per gli utenti con Genuine Advantage dei componenti aggiuntivi per Media Center, come giochi o altre utility (come il Karaoke).

Media Center

La shell grafica attivabile via telecomando è tuttavia solo un programma esterno, come lo è Windows Media Player. Quando essa viene chiusa, il pc rimane utilizzabile come una normale macchina con sistema operativo Windows XP Professional.
Questa versione di Windows può essere acquistata solamente con licenza OEM insieme ad un Media Center PC.
Windows Media Center è incluso in Windows Vista, versioni Home, Premium e Ultimate, con un nuovo design ed è in grado di sfruttare tutte le nuove capacità grafiche e multimediali di Windows Vista. Da Windows Vista in avanti non è possibile tuttavia sfruttare i servizi di messaggistica di MSN all'interno di Media Center.

## Differenze dalla versione Professional
Windows XP Media Center Edition è basato su XP Professional, ma ha capacità di rete ridotte rispetto a questa versione ed inoltre non è compatibile con la maggior parte dei dispositivi usb-midi ed alcune applicazioni.